# 物流自動化

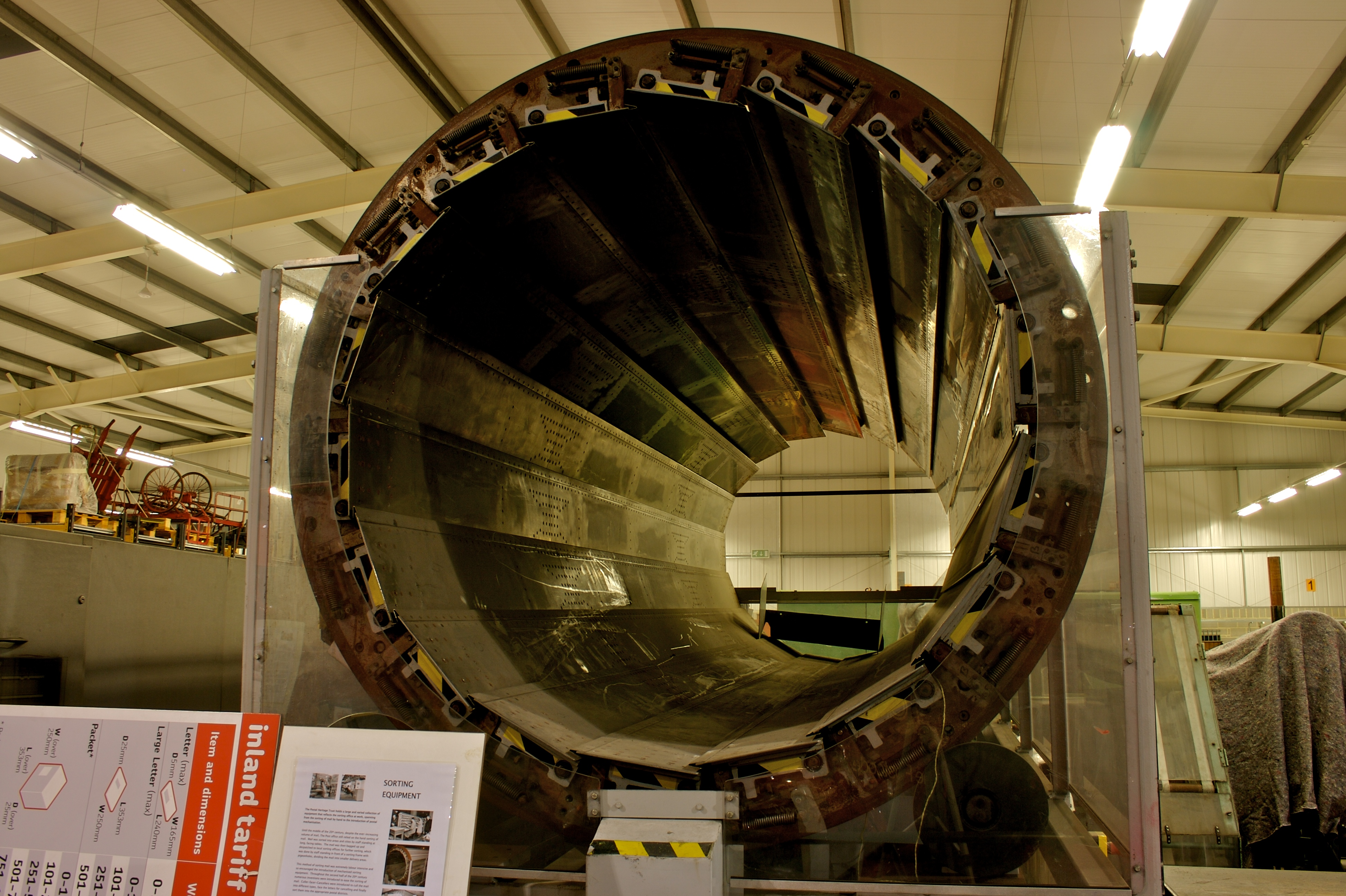
邮件旋转分拣机，用于以直线方式对邮件进行排序

物流自动化是指人們用计算机软件或自动化机械（例如運輸機、有軌小車、叉車、自動導引車）来提高仓库或配送中心内的物流作业的效率。